# Wukir Sari (Tugu Mulyo)
Wukir Sari is een bestuurslaag in het regentschap Musi Rawas van de provincie Zuid-Sumatra, Indonesië. Wukir Sari telt 1934 inwoners (volkstelling 2010).